# Lago di Montedoglio
Il lago di Montedoglio (chiamato anche invaso di Montedoglio) è un bacino artificiale sito nella parte nordorientale della provincia di Arezzo. È il lago più esteso della Toscana.
Elemento di spicco del paesaggio odierno della regione della Valtiberina, fu progettato nei primi anni 1970 e costruito a partire dal decennio successivo sbarrando il corso del fiume Tevere. Si trova sotto i centri abitati di Baldignano e Madonnuccia, quest'ultimo villaggio di fondazione edificato tra gli anni 1970-80 del XX secolo per accogliere gli abitanti della pianura che sarebbe stata invasa dalle acque. In sua prossimità si trovano alcune aree protette, ricavate dove un tempo si praticavano lavori estrattivo-industriali e oggi in parte risanate.
La diga di Montedoglio serve a mantenere il lago gestendone il flusso d'acqua, che rifornisce, oltre la Valtiberina limitrofa, anche buona parte della provincia di Arezzo e, per la vicinanza del confine con l'Umbria, la zona di Città di Castello e del lago Trasimeno. Il lago si è formato di recente, nei primi anni 1990, quindi il suo fondale si sta ancora stabilizzando; nel 2010 ci fu un crollo parziale della diga, tuttavia presto riparato senza particolari conseguenze.

## Etimologia
Il lago di Montedoglio prende il nome dall'adiacente collina di Montedoglio (su cui sorgeva l'omonimo castello medievale, oggi non più esistente perché distrutto durante la seconda guerra mondiale), presso cui il Tevere scorreva prima della creazione del bacino artificiale, insinuandosi in una gola formata dal rilievo e proseguendo poi verso l'Umbria.
A sua volta "Montedoglio" è una storpiatura di "Montedoro", nome italianizzato dell'originale latino Mons Auri, probabilmente dovuto alla colorazione particolare della collina.

## Geografia fisica e antropica
Il lago è collocato in provincia di Arezzo nell'alta Valtiberina, tra i comuni di Anghiari, Caprese Michelangelo, Pieve Santo Stefano e Sansepolcro, alla confluenza del fiume Tevere con i torrenti Singerna e Tignana. Il luogo ben si prestava alla costruzione di un bacino artificiale dato l'elevato flusso d'acqua, e soprattutto data la presenza di numerose colline (le principali sono la collina di Montedoglio di 520 m s.l.m. e il vicino Monte Fungaia di 680 m) e quindi di gole naturali. Grazie a ciò, il lago possiede una caratteristica forma a croce rovesciata, più o meno pronunciata a seconda delle fluttuazioni del livello dell'acqua, la cui superficie solitamente si estende per 7,5 km a nord della diga. In larghezza si estende lungo tutto il basso corso dei torrenti Singerna e Tignana, raggiungendo i 3 km medi complessivi. La superficie del lago copre mediamente 800 ha o 8 km². A causa delle sue fluttuazioni, è difficile determinarne l'esatta profondità, che comunque in genere non raggiunge che pochi metri; quando invece si trova a pieno regime la profondità media aumenta, e nel punto più profondo presso la diga il lago sfiorerebbe i 50 m.
I principali centri abitati sono il villaggio di Madonnuccia, sito a nord-est del lago, appositamente fondato per accogliere gli abitanti locali le cui case originarie erano destinate ad essere sommerse dalle acque, e le frazioni di Baldignano, Sigliano e Tizzano, tutte site nel comune di Pieve Santo Stefano lungo o poco distante dalle sponde settentrionali del lago. A valle della diga si trovano alcune frazioni, tra cui Albiano, Motina, Viaio (Anghiari), Santa Croce, Falcignano, Gricignano (Sansepolcro). Presso il lago arrivano anche le propaggini della zona industriale di Santa Fiora di Sansepolcro.

### Suddivisioni amministrative
Di seguito l'elenco dei comuni nei cui territori si stende parzialmente il lago di Montedoglio:
| Stemma | Comune               | Provincia | Popolazione | Superficie (km²) | Densità (ab/km²) |
| ------ | -------------------- | --------- | ----------- | ---------------- | ---------------- |
|        | Anghiari             | Arezzo    | 5 490       | 130,92           | 41,93            |
|        | Caprese Michelangelo | Arezzo    | 1 349       | 66,53            | 20,28            |
|        | Pieve Santo Stefano  | Arezzo    | 2 970       | 156,10           | 19,03            |
|        | Sansepolcro          | Arezzo    | 15 130      | 91,19            | 195,92           |

## Idrologia
L'invaso è utilizzato per rifornire principalmente il comprensorio della Valtiberina toscana, formato dalle reti idriche dei comuni in cui il lago è compreso (Sansepolcro, Anghiari, Pieve Santo Stefano e Caprese Michelangelo) a cui si aggiungono anche Monterchi, Badia Tedalda e Sestino (compresa l'exclave di Ca' Raffaello). Il bacino irriga anche la Valtiberina umbra e regola il flusso del Tevere, evitando secche d'estate; non tutte le zone tuttavia vengono raggiunte allo stesso modo, ad esempio l'area di Gricignano è ancora in buona parte priva di collegamenti col sistema idrico di Montedoglio nonostante siano stati previsti dai piani regolatori. Tramite un vasto sistema di condutture e pompe, anche buona parte del resto della provincia di Arezzo beneficia dell'acqua del lago, così come della produzione di energia elettrica fatta dalla locale centrale idroelettrica subito a valle della diga (produzione media 3,5 GWh). Il regime idrico annuale si attesta sui 102 milioni di metri cubi d'acqua circa. Poco sotto la diga sono stati creati alcuni altri piccoli bacini artificiali per permettere un'ulteriore raccolta delle acque del lago a fini irrigui, favorendone così l'ottimizzazione.
A causa dell'inquinamento di numerose fonti e corsi d'acqua affluenti dell'Alto Tevere umbro, l'Ente di gestione idropotabile della regione è stato occasionalmente costretto in passato a comprare l'acqua del bacino di Montedoglio per sopperire ai bisogni idrici dell'Umbria. Per ovviare a ciò, sono stati effettuati importanti progetti di espansione della rete idrica di Montedoglio, sia verso la Val di Chiana aretina sia verso l'interno dell'Umbria, volti a creare una rete unica di collegamento tra Montedoglio, Trasimeno e lago di Chiusi (il cosiddetto "Sistema di irrigazione occidentale").

## Geologia
Il terreno circostante, per la maggior parte collinoso, è costituito in prevalenza da ofioliti, calcari e marne. La pianura sottostante il lago, così come tutta la Valtiberina, è alluvionale, costituita nel corso delle epoche geologiche dai sedimenti portati a valle dal Tevere e dai suoi affluenti. Gli ofioliti affioranti dal terreno contribuivano in passato a dare ai rilievi della zona un aspetto imponente, molto mitigato dai rimboschimenti praticati nel corso del XX secolo.

## Storia

### Creazione del lago

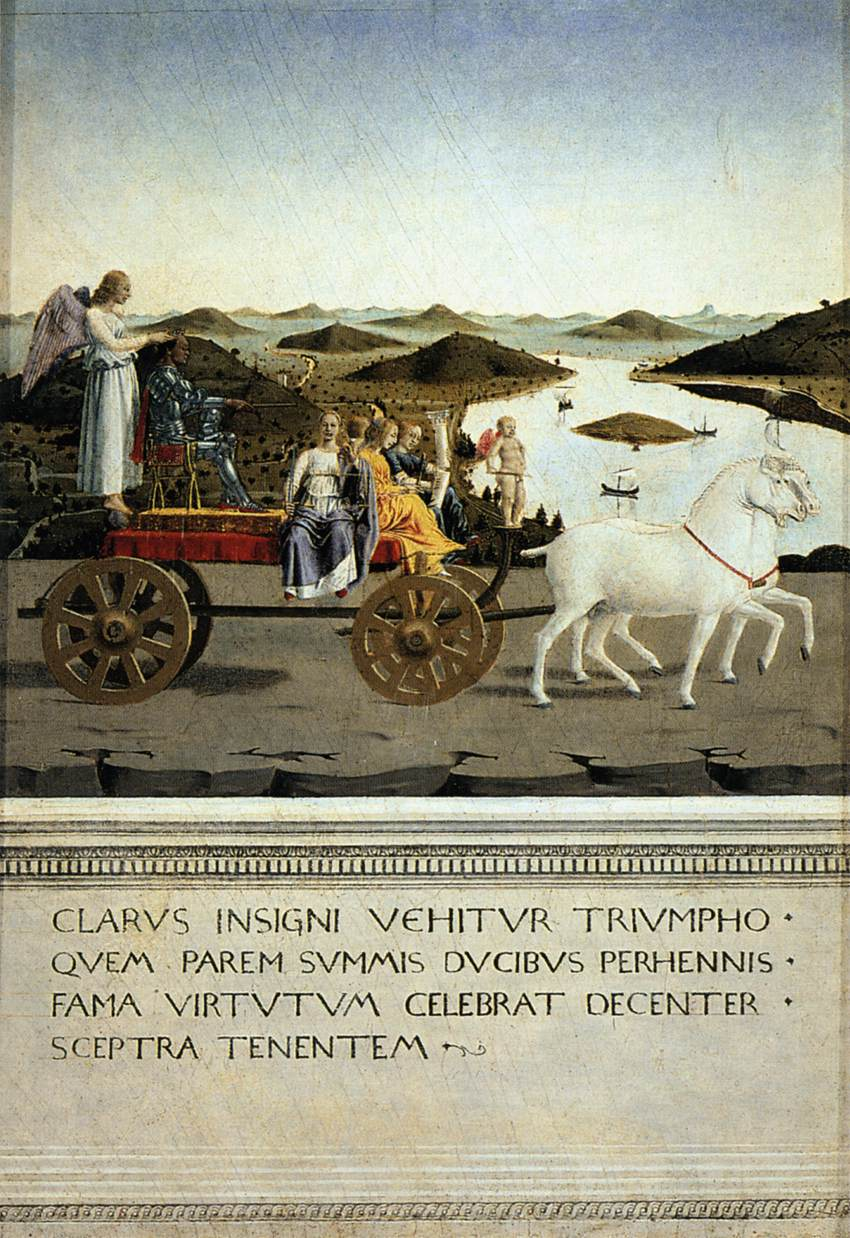
Trionfo dei duchi di Urbino di Piero della Francesca; il paesaggio ritratto sullo sfondo è identificato come l'Alto Tevere tifernate-sansepolcrino, su cui sarebbe sorto il lago di Montedoglio

La zona è stata fin dai tempi antichi di notevole importanza strategica, e nel medioevo vi sorgevano numerosi castelli (i più importanti quelli di Baldignano e Montedoglio, quest'ultimo sede della prestigiosa famiglia aretina dei conti di Montedoglio) e vi venne fondata la badia di San Bartolomeo a Succastelli, oggi presso la sponda sudorientale del lago. Il fatto che la zona della Valtiberina potesse potenzialmente ospitare un bacino idrico era noto da lungo tempo, almeno fin dal Rinascimento: Piero della Francesca, sul verso del suo doppio ritratto dei duchi di Urbino, ritrasse proprio il paesaggio dove in futuro sarebbe sorto il lago, all'epoca parzialmente allagato da un'inondazione del Tevere.
Con la sempre maggiore necessità idrica per l'irrigazione e per fornire acqua potabile alle abitazioni delle province di Arezzo, Perugia, Siena e Terni, nella seconda metà del XX secolo, sull'onda della realizzazione di numerosi bacini artificiali sul territorio nazionale a supporto dell'industrializzazione, prese vita l'idea di realizzarne uno in Valtiberina e risolvere così la problematica situazione. I primi lavori per uno sbarramento del Tevere vennero intrapresi già a partire dalla seconda metà degli anni 1960, e nel decennio successivo venne realizzato un primo argine in terra. Si costituì così nei primi anni 1980 l'Ente Irriguo Toscano per l'organizzazione e la gestione del progetto, il quale gestisce tuttora il bacino artificiale, rinominato nel 1991 Ente Irriguo Umbro Toscano per comprendere anche i rifornimenti verso la vicina Umbria. La diga di Montedoglio è stata progettata dal prof. Filippo Arredi e dall'ing. Ugo Ravaglioli; i lavori di costruzione durarono dal 1977 al 1993, mentre il riempimento dell'invaso avvenne in maniera graduale a partire dalla metà degli anni 1980, intensificandosi dal 1990. Le terre, le case e le frazioni subito a monte della diga dovettero essere interamente espropriate per permettere l'inondamento, e la comunità principale che andò a scomparire fu il villaggio di Madonnuccia (da allora Vecchia Madonnuccia). Inizialmente non era prevista alcuna nuova sistemazione per gli abitanti soggetti agli espropri, ma le proteste dei locali spinsero le autorità a costruire per loro un nuovo abitato, anch'esso chiamato Madonnuccia (anche Nuova Madonnuccia), che sorge sopra la riva nordorientale del lago. Dal 2004 al 2011 si tennero i lavori per mettere Montedoglio in diretta comunicazione col lago Trasimeno, che rifornisce con 30 milioni di metri cubi annui d'acqua al minimo.

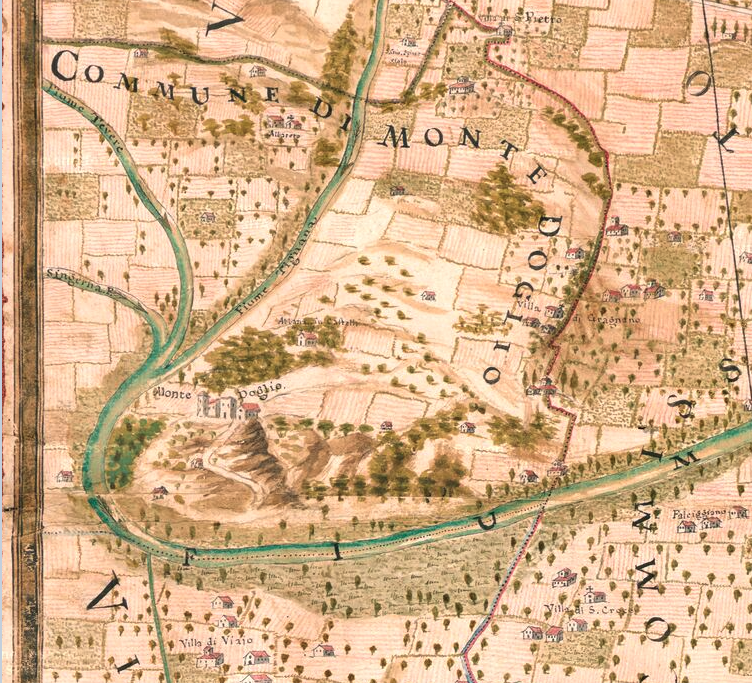
Mappa settecentesca della zona di Montedoglio

### Crollo del 2010
Alle ore 21:30 di mercoledì 29 dicembre 2010 crollarono circa 20 metri del muro che separa l'invaso dal canale effluente, che raccorda l'opera di sfioro col corso d'acqua a valle. Il crollo venne causato dal cedimento di due conci di cemento armato della paratia sommitale della diga, che causarono quindi un'ingente fuoriuscita d'acqua verso la vallata sottostante.
Il crollo venne scoperto alle 21:40 circa dal custode della diga, che diede segnalazione del cedimento, causando il pronto intervento di protezione civile, vigili del fuoco e altre forze dell'ordine. La breccia ha causato inizialmente la fuoriuscita di circa 650 m³ di acqua al secondo, flusso affievolitosi a 200 m³ dopo alcune ore.
In via precauzionale vennero evacuate alcune abitazioni nelle zone di Sansepolcro, San Giustino e Città di Castello e alcune frazioni a valle della diga come Santa Fiora, Piosina, Gricignano, Trebbio, Vannocchia, Pistrino, Pitigliano e Viaio (Anghiari), per un totale di 450 sfollati. Venne anche disposta la chiusura di tutti i ponti sul Tevere fino a Città di Castello, causando quindi disagi alla circolazione. Gli allagamenti furono più contenuti di quanto temuto, interessando solo le aree di Gricignano, Trebbio e Vannocchia, e il Tevere ebbe una piena contenuta. L'Ente Irriguo Umbro Toscano ha comunicato che in precedenza nella giornata era stato raggiunto il massimo riempimento del lago (394,60 m s.l.m) ed erano stati effettuati i controlli di collaudo, con esito positivo e senza evidenziare problematiche. Complessivamente il crollo non ha provocato danni permanenti, e l'emergenza è presto rientrata col ritorno degli evacuati alle proprie case già nei giorni immediatamente successivi.

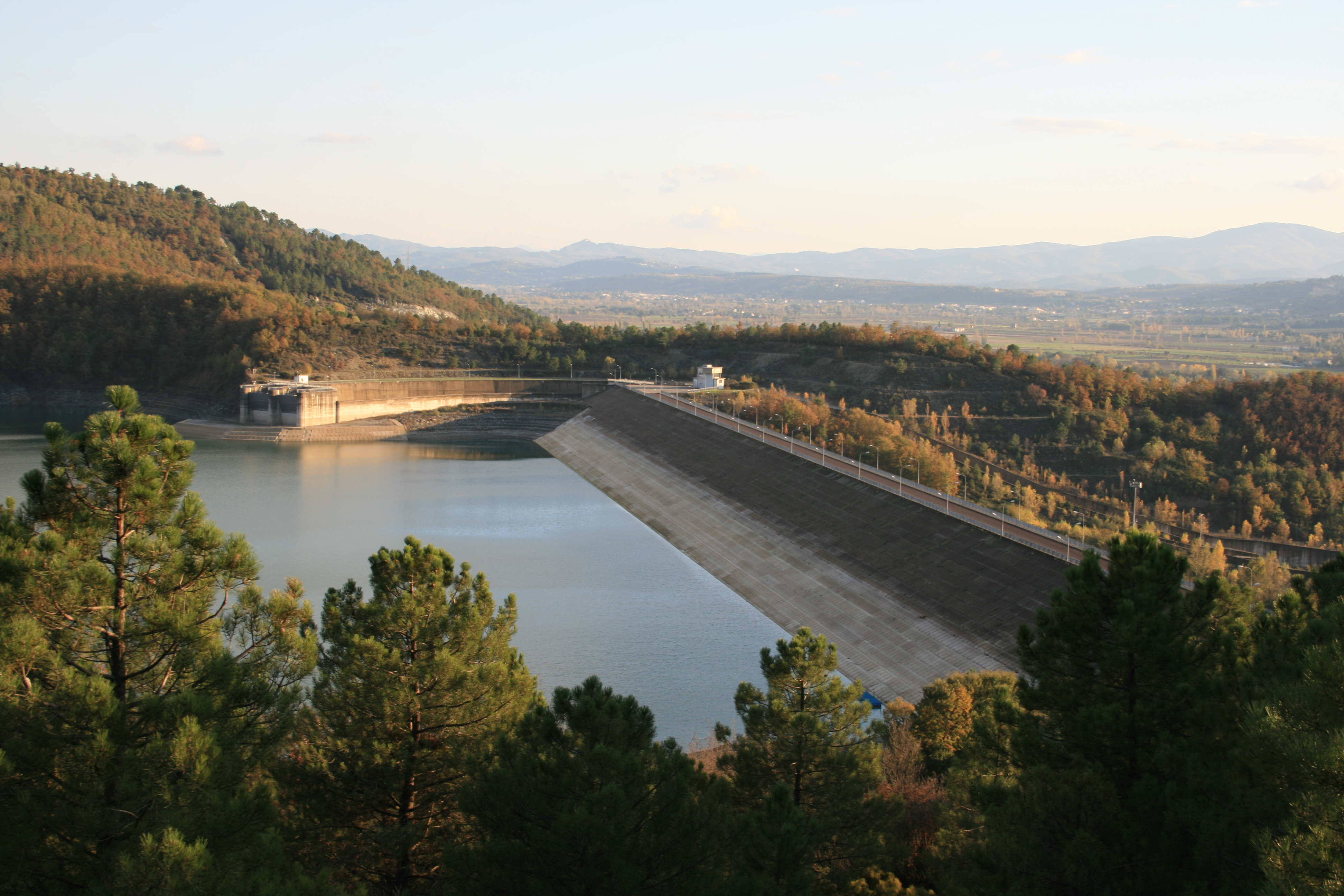
Coronamento della diga di Montedoglio, dove si verificò il crollo del 2010

Vi fu una polemica tra l'Ente Irriguo Toscano e i sindaci Danilo Bianchi di Anghiari e Franco Polcri di Sansepolcro, che lamentarono di non essere stati avvisati del collaudo in corso il 29 dicembre. La Procura di Arezzo, che già aveva gestito la risposta all'emergenza, aprì un'inchiesta sull'accaduto. La stima dei danni complessivi tra la diga danneggiata e gli allagamenti superò il milione di euro. Il crollo del 2010, pur non comportando conseguenze gravi, ha ritardato di almeno un decennio i lavori di collaudo della diga, divenuti assai più complessi. Il ministero delle politiche agricole ha stanziato, tra il 2014 e il 2018, 6 520 000 euro per il rifacimento delle sezioni danneggiate della diga, ed entro il 2022 i danni sono stati del tutto riparati. Al 2023 però i lavori di collaudo non sono ancora completi e, anche a causa delle proteste di alcuni abitanti, preoccupati che altri crolli possano verificarsi, la diga di Montedoglio non può ancora operare a pieno regime.

## Economia

### Attività agricole e industriali
Dal punto di vista economico-paesaggistico la zona attorno al lago è molto variegata: sono presenti sia boschi che campi coltivati, e le attività economiche principali rimangono per questo l'agricoltura, l'allevamento, la pastorizia e la raccolta dei prodotti boschivi. L'irrigazione regolare possibile grazie all'invaso ha permesso di praticare in Valtiberina anche l'agricoltura intensiva. Originariamente la tessitura dei terreni di Montedoglio era medio-fine e lo è ancora a nord del lago, e ciò ha causato la prevalenza di vigneti e oliveti; dalla creazione del bacino invece ha prevalso in sua prossimità la grana grossa, favorendo la semina e la coltura (anche intensiva). Su spinta dell'Ente Irriguo Toscano, tra la fine del XX secolo e l'inizio del XXI vi è stata nella zona una vasta opera di riordino fondiario, motivata dall'eccessiva frammentazione precedente delle proprietà agricole che causava un utilizzo inefficiente e dispersivo dell'acqua da irrigazione.
Nella golena del Tevere tra gli argini vicini alla diga si praticavano anche attività estrattivo-minerarie e industriali, con produzione di sabbia, ghiaia e materiale inerte, soprattutto alluminio e derivati. Molte di queste attività non sono più operative e le relative fabbriche giacciono in stato di abbandono.

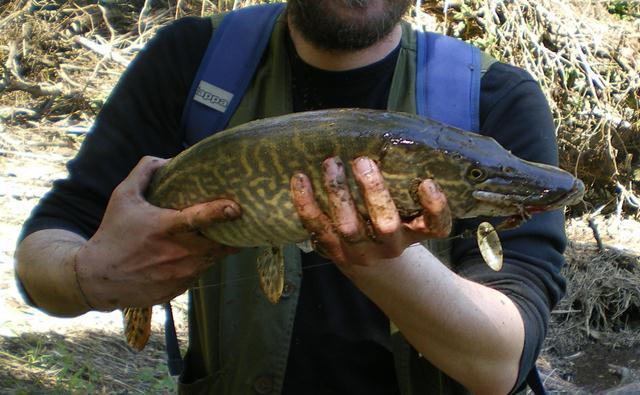
Il lago di Montedoglio ospita una popolazione di luccio italico, apprezzata preda dei pescatori sportivi

### Pesca
Nonostante l'abbondanza della popolazione animale lacustre (è particolarmente ambito il luccio di Montedoglio), nel lago la pesca, sia turistica che commerciale, non è molto sviluppata. Ciò è dovuto a diversi fattori: innanzitutto non vi sono porti, né facili accessi allo specchio d'acqua, le cui rive sono poco antropizzate e spesso impraticabili; altro ostacolo è costituito dalle fluttuazioni del livello dell'acqua e quindi dalla morfologia variabile delle rive, che non permette ai pesci di stabilire zone di residenza stabile; inoltre il fondale del lago è fortemente irregolare, poiché molti degli elementi paesaggistici sommersi alla creazione dell'invaso (edifici, alberi, arbusti, rocce, strade) esistono ancora poco al di sotto della superficie dell'acqua e rendono per questo difficoltoso qualsiasi tentativo di pesca.
Nell'invaso è comunque permesso pescare da riva (mentre da imbarcazioni è vietato), previo possesso di regolare licenza. A seconda del comune che esercita giurisdizione sulle rive del lago, possono cambiare le normative relative alla pesca locale.

### Turismo
Come raccomanda la Carta del Rispetto della Natura, della Flora spontanea e della Fauna minore (in breve Carta della Natura) della provincia di Arezzo, il turismo e le attività ricreative presso il lago di Montedoglio non dovrebbero essere libere, ma regolamentate alla luce del non completo assestamento del lago e della tutela delle specie animali e vegetali della zona. Non è comunque infrequente vedere canoe, windsurf, pedalò e barche a remi solcare le acque del lago, e alcuni piccoli pontili e rimesse private sono stati costruiti sulle rive (soprattutto presso Madonnuccia). Data l'alta popolazione di volatili, anche l'osservazione degli uccelli è un'attività ricreativa popolare a Montedoglio.
Vige inoltre il divieto di balneazione e navigazione con barche a motore nelle acque del lago, così come è proibito l'accesso alle rive con mezzi a motore. Nonostante le richieste di alcune associazioni locali, l'Ente Irriguo Umbro Toscano non ha mostrato interesse nello sviluppare il turismo nella zona, mantenendo l'utilizzo del lago puramente funzionale alle esigenze irrigue e di rifornimento.

## Infrastrutture e trasporti
Il lago di Montedoglio è servito principalmente da due strade: la strada statale 3 bis Tiberina, che passa vicino alla sponda orientale e presenta un'uscita presso Madonnuccia dopo una galleria nel vicino Poggio della Buiana, e la strada provinciale 48 di Stigliano, che costeggia invece la sponda ovest con un viadotto sul braccio occidentale del lago. Per Madonnuccia passa anche la strada provinciale 77 Tiberina, dotata anch'essa di un viadotto su un braccio minore del lago.
Il resto della rete viaria della zona è costituito sostanzialmente dalle antiche strade poderali esistenti prima della creazione del lago. Alcune di queste sono state sommerse dalle acque, mentre altre sono sopravvissute e costituiscono ancora oggi i principali assi viari della zona. Vi sono inoltre alcune strade di nuova costruzione che costeggiano il bacino, collegando il nuovo centro abitato di Madonnuccia con le zone limitrofe.

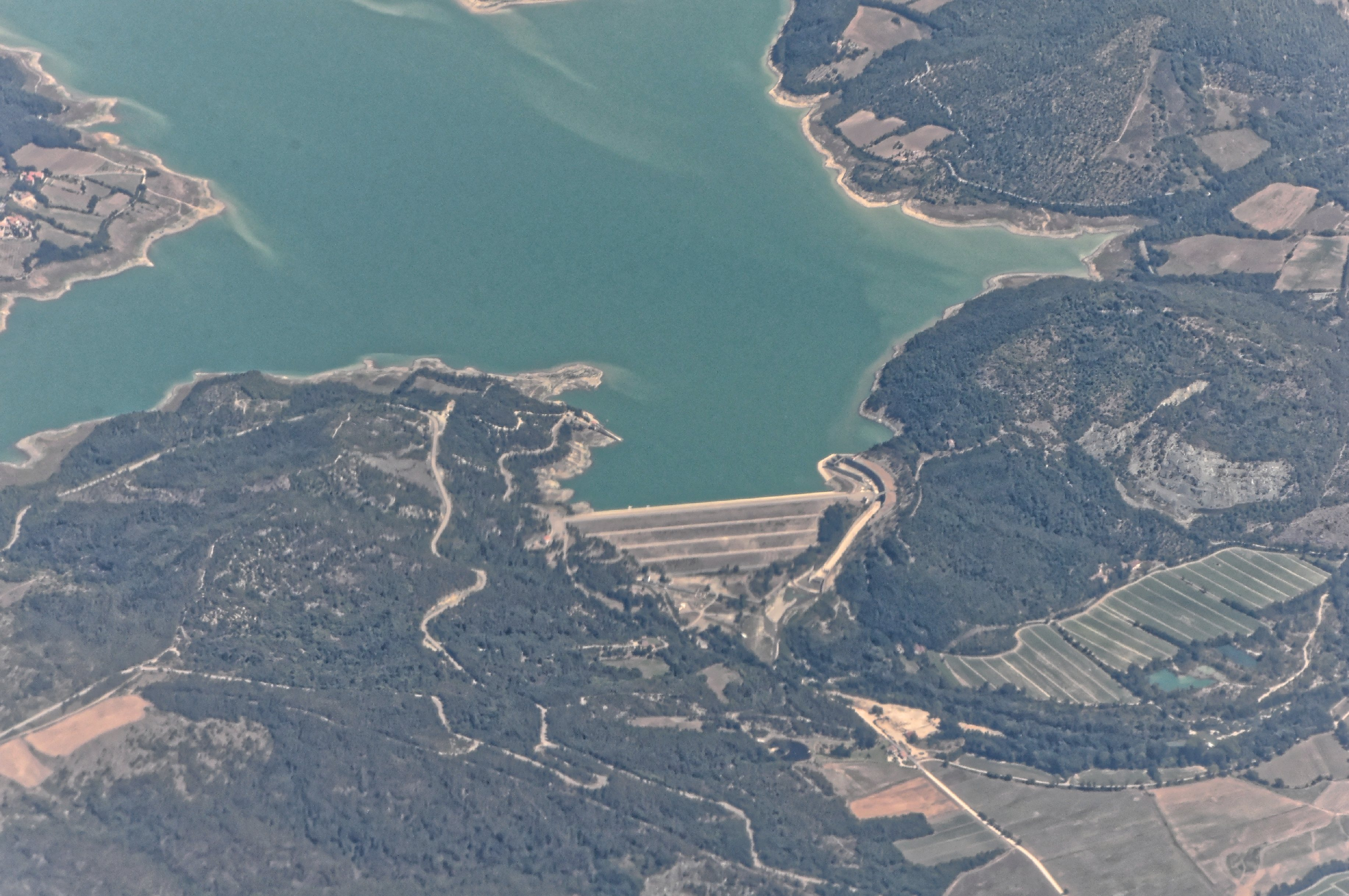
Veduta aerea della diga di Montedoglio

## Dettagli tecnici

### Diga
Lo sbarramento dell'invaso si trova presso la "stretta" di Montedoglio, una gola naturale che ben si prestava ad interrompere il corso del Tevere. La struttura è lunga 566 m, alta 64 m e spessa 8 m ed è per questo imponente, ma essendo rivolta verso un vicino versante collinare è visibile solo arrivandovi in prossimità, partendo dal vicino abitato di Motina. L'anima della diga, vestigia dell'argine originario degli anni 1970, è in terra; la struttura, composta da blocchi di cemento armato, è coronata da imponenti conci lunghi 9 m e spessi 2,5 m. È annoverata tra le dighe più grandi d'Europa.
Esiste uno sbarramento secondario di rinforzo posto in località San Pietro in Villa, prospiciente quello principale.

### Lago
La diga di Montedoglio, essendo l'invaso ancora geologicamente molto giovane, non può essere utilizzata a pieno. Ciò è dovuto soprattutto al fatto che la quantità d'acqua contenuta all'interno del bacino, già circa 130 milioni di metri cubi, non può essere ancora aumentata fino al colmo, poiché il fondale deve prima consolidarsi. A pieno regime l'invaso raggiungerebbe i 145 milioni di metri cubi d'acqua, anche se alcune stime si spingono anche fino a 200 milioni di metri cubi.
Sul fondo del lago è stata costruita una galleria con diametro di 6 m e lunghezza di 420 m; si tratta di un tunnel di evacuazione (o scarico di fondo) grazie al quale, in caso di bisogno, l'invaso può essere svuotato agevolmente. Nel lago si trovano anche uno sfioratore di superficie e un altro tunnel con un diametro di circa 3,5 m e una lunghezza di 4 km che ha il compito di indirizzare l'acqua nel torrente di Sovara e nel Tevere per poter assicurare il deflusso minimo vitale, circa 40 milioni di metri cubi annui.

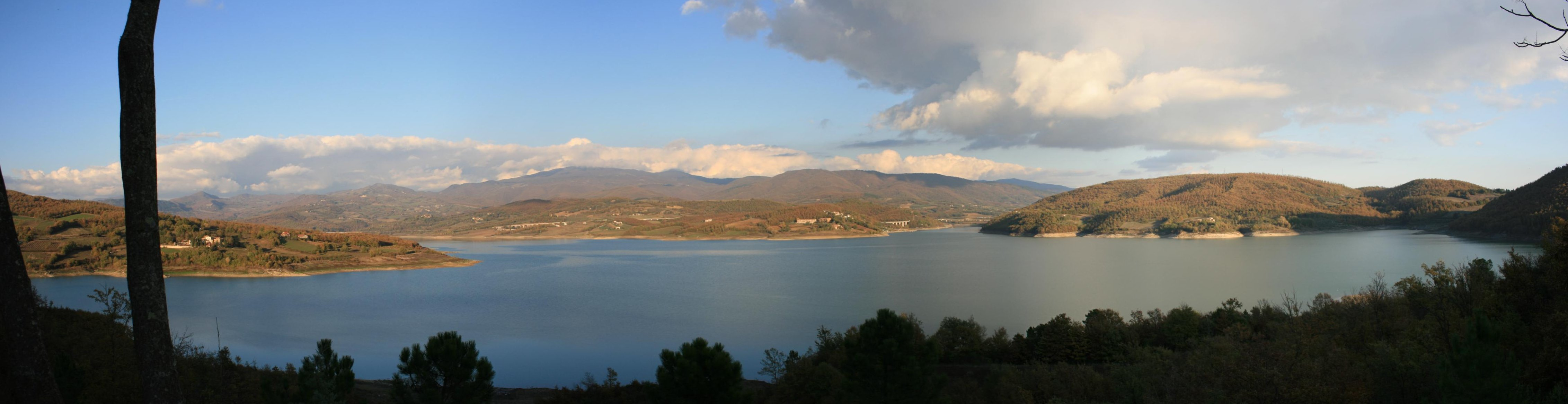
Panoramica del lago di Montedoglio dalla riva occidentale; in lontananza si riconoscono l'abitato di Madonnuccia e il vicino viadotto

## Flora e fauna

### Patrimonio faunistico
Anche grazie al rimboschimento, nel XXI secolo la fauna di Montedoglio si è dimostrata notevolmente variegata, con l'aumento delle popolazioni di specie legate ad ambienti boschivi come capriolo, cinghiale, volpe, lepre, scoiattolo e tasso.
Anche le specie di uccelli sono numerose e diversificate, come ghiandaia, corvo, merlo, tordo, fagiano, beccaccia e anche predatori come la poiana. In particolare, per la fitta vegetazione, la scarsità di presenza umana e la conformazione delle sponde, la popolazione e la nidifcazione degli uccelli è più consistente presso la foce del torrente Singerna (sponda occidentale).
All'interno del lago vivono varie specie di pesci come cavedani, scardole, barbi, vaironi, carassi, tinche, carpe, brème, trote, rovelle, persici reali, lucci, sandre e persici sole. Di queste molte sono state introdotte una volta formatosi il bacino, mentre trote, barbi e cavedani erano già presenti nel Tevere come in numerosi altri corsi d'acqua tosco-umbri. Nel 1988, quando il bacino era sufficientemente ampio da sostenere un ecosistema, vennero introdotte le prime popolazioni di pesci, che vennero monitorate a partire dal 1993, constatandone l'ottimo stato di salute. L'aumento di popolazione ittica nel lago ha influito anche su quella dell'Alto Tevere, divenuto a sua volta più pescoso, anche se l'instabilità e il veloce ricambio d'acqua del lago rallentano la crescita delle specie non predatorie e la cui dieta è basata sul plancton.

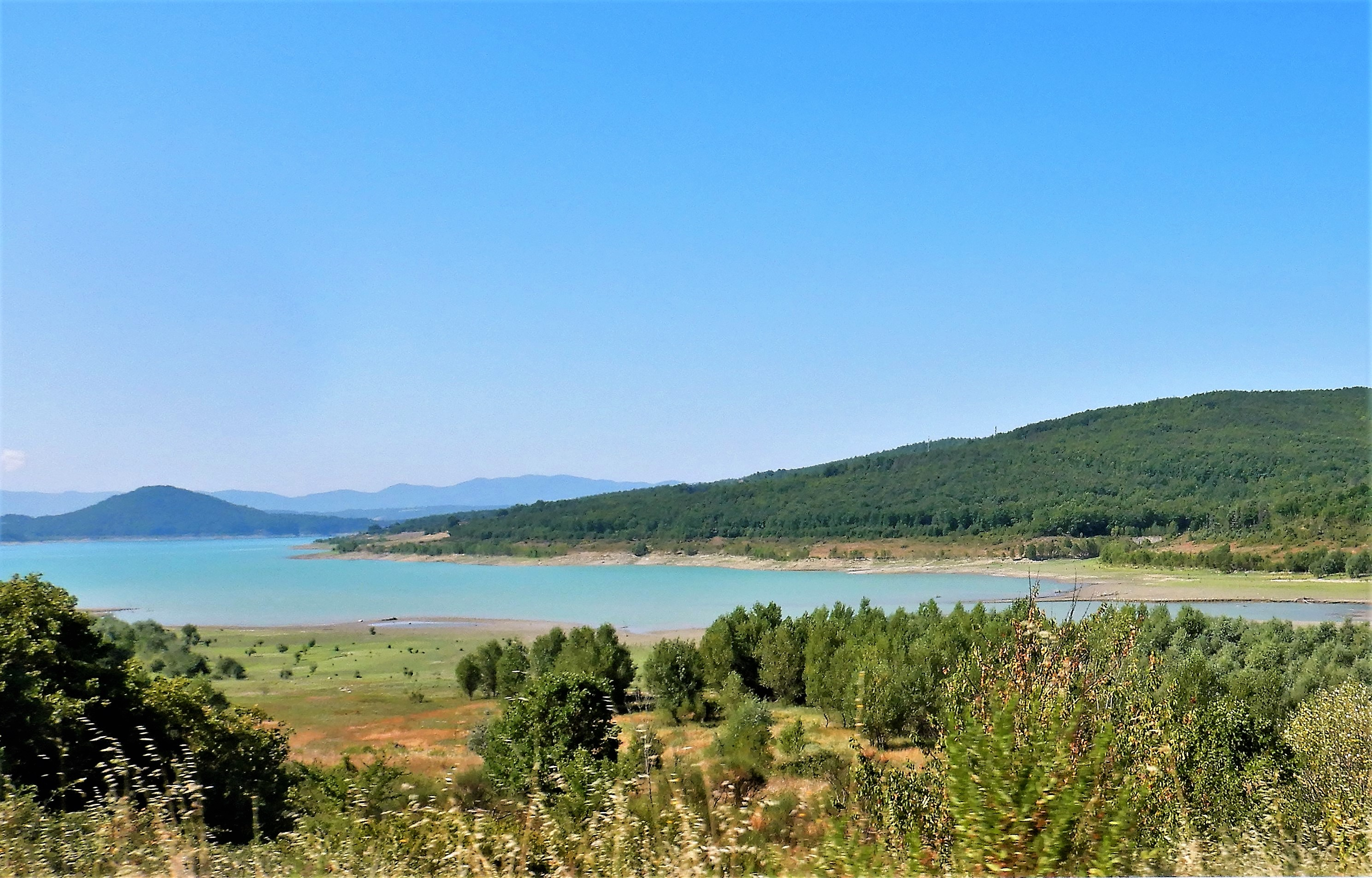
Vegetazione di Montedoglio

### Patrimonio forestale
Nelle zone collinari e montane intorno all'invaso di Montedoglio sono diffuse varie essenze forestali. Data l'asprezza del suolo (composto per la maggior parte da ofioliti) in origine erano diffuse solo alcune specie, soprattutto ginepro, erica, ginestra, carpino nero, roverella, orniello e altre piante simili, e solo in quantità ridotta. La situazione floristica non era agevolata dalla grande presenza di pascoli, che impedivano un'efficace propagazione arborea.
A partire dalla seconda metà del XX secolo la regione è stata oggetto di un'importante opera di rimboschimento, che ha introdotto numerose nuove specie. Montedoglio è quindi diventato l'habitat ideale per alcune conifere introdotte e poi naturalizzate come pino nero, pino silvestre, pino marittimo, cerro, cedro e cipresso. Questi alberi provvedono alla tenuta del suolo contro possibili frane, al miglioramento della sua qualità e alla forestazione dell'area (di difficile colonizzazione da parte di altre specie data la sua generale povertà e asprezza).
Oltre alle conifere già citate (le più diffuse), sono presenti altre essenze ormai tipiche dei luoghi come farnia, olmo, rovere, sorbo, acero, nespolo, ontano napoleano, abete e cipresso dell'Arizona. Lungo le rive del lago e del fiume Tevere sono invece più abbondanti salice, pioppo, giuggiolo, rovo, robinia, ciliegio selvatico, prugnolo e rosa canina.

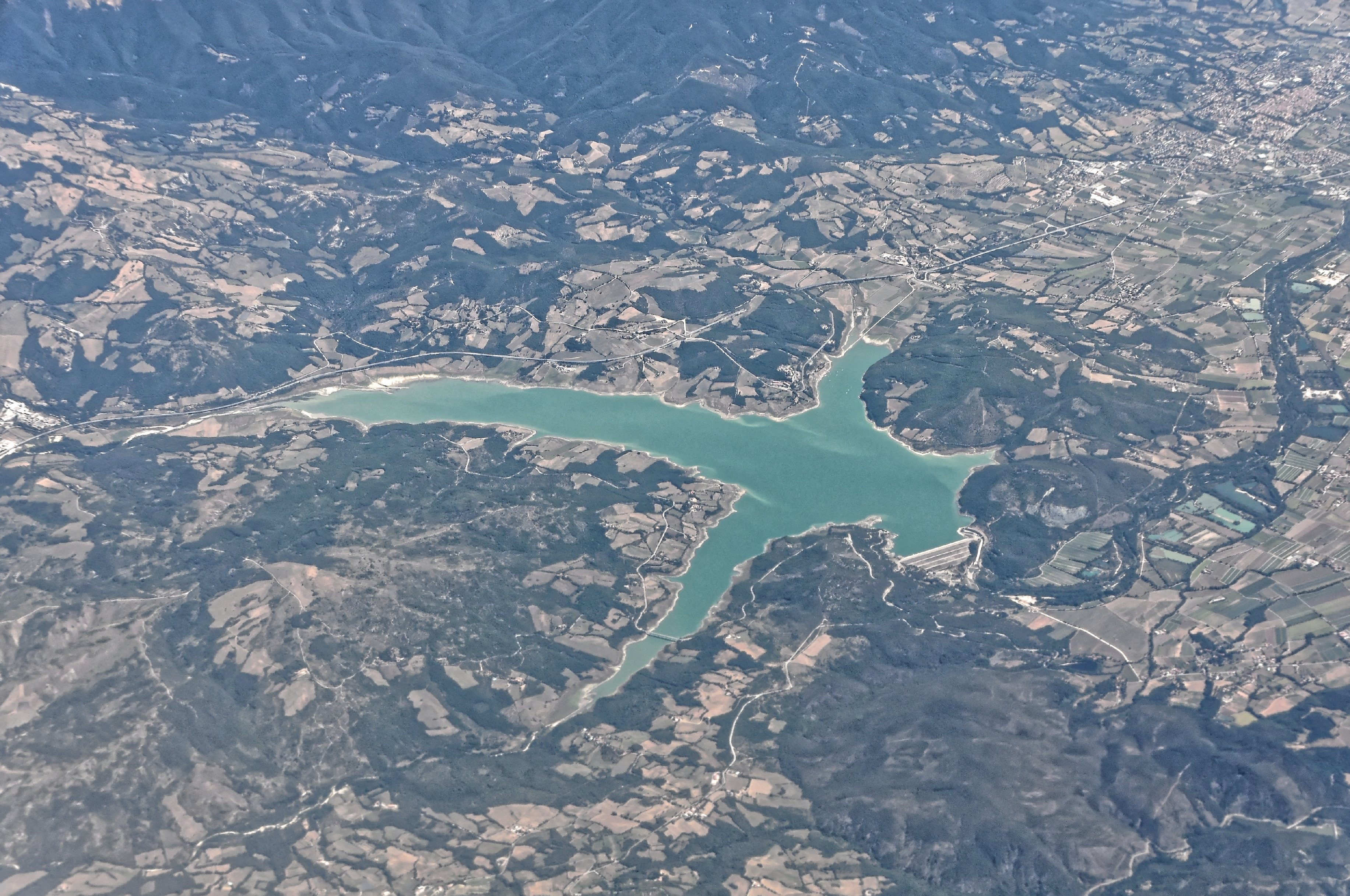
Veduta aerea del lago di Montedoglio

### Aree protette
La ricchezza ambientale del lago di Montedoglio e dei territori limitrofi ha conferito una grande valenza ambientale alla zona; sono quindi state istituite alcune aree protette in prossimità del bacino, in particolare quelle di Golena del Tevere e Serpentine di Pieve Santo Stefano.
L'area protetta di Golena del Tevere, estesa su 175 ha, trovandosi subito al di sotto della diga di Montedoglio, è spesso soggetta alle piene del Tevere ed è per questo anche una zona umida. Istituita col D.C. 24 30/06/2004, pur essendo gestita dal comune di Anghiari giace in parte anche nel territorio di Sansepolcro. Un tempo sito di impianti estrattivi e di lavorazione industriale e quindi fortemente inquinata, è oggi stata ricolonizzata dalla flora e dalla fauna locale e quindi in buona parte risanata.
La più contenuta area naturale protetta di interesse locale Serpentine di Pieve Santo Stefano (126 ha) è stata invece stabilita tramite il DCM 7 26/02/1998 per preservare le ofioliti originarie della zona, che formano un particolare ambiente detto "gariga". Le Serpentine, site a sud-ovest del lago, comprendono le alture di Monte Murlo, Monte Petroso e Poggio delle Calbane, e sono gestite dall'Unione montana dei comuni della Valtiberina Toscana.

## Impatto ambientale
La costruzione dell'invaso ha inevitabilmente alterato i locali ecosistemi e i relativi equilibri ambientali; le conseguenze più importanti sono state un abbassamento della temperatura delle acque del fiume e una regolarizzazione del suo flusso, prima più imponente d'inverno e scarso d'estate.
Nella golena tra gli argini del Tevere presso la diga l'estrazione di ghiaia e sabbia a fini commerciali e la lavorazione e il trattamento dei materiali inerti hanno causato un importante inquinamento ambientale della zona, con notevole erosione del suolo e deterioramento delle falde freatiche locali originarie. Altra fonte di inquinamento sono gli scarichi dell'abitato di Madonnuccia, che provocano a volte un'eccessiva presenza di nutrienti nel lago e occasionali fenomeni di eutrofizzazione.
Tuttavia sono in atto importanti processi di autorisanamento da parte dell'ambiente stesso, come testimoniato dalla folta vegetazione circostante e dalla diversità della fauna. In riconoscimento di ciò, alcuni dei laghi di cava presenti nella golena sono stati riconosciuti come zone umide di pregio naturalistico dalla Provincia di Arezzo e inserite nella sua Carta della Natura. Le acque di Montedoglio sono di qualità abbastanza alta da essere occasionalmente impiegate per risanare quelle più inquinate del lago Trasimeno.

### Esplicative
1. ↑  Variabile a seconda delle fluttuazioni del livello dell'acqua.
2. ↑  Altri rilievi minori che circondano il lago sono Poggio degli Scopeti, Poggio dei Comuni, Poggio della Buiana, Poggio del Castellino, Monte Murlo, Monte Petroso e le colline di Brancialino e Castelnuovo. Cfr. Cinti 2008, p. 146.
3. ↑  Per visionare l'estensione minima e massima attuali del lago, vedere Cinti 2010, p. 121.

### Riferimenti
1. 1 2 3 4 5 6 7  Cinti 2008, p. 123.
2. ↑  Cinti 2008, p. 205.
3. 1 2  Cinti 2008, p. 11.
4. 1 2   Emanuele Repetti, Dizionario geografico fisico storico della Toscana, Firenze, Coi Tipi Allegrini e Mazzoni, 1839,  pp. 378-381.
5. 1 2 3 4 5 6 7 8   Diga di Montedoglio, su digadimontedoglio.it.
6. 1 2 3 4  Cinti 2008, p. 146.
7. 1 2 3 4 5 6 7 8   La Costruzione, su digadimontedoglio.it.
8. 1 2 3 4   Dati tecnici, su digadimontedoglio.it.
9. 1 2 3 4  Ciani et al. 2013, p. 212.
10. ↑  Lorenzoni et al. 2005, p. 136.
11. ↑  Cinti 2010, p. 116.
12. 1 2 3 4    Gabriele Marconcini, Montedoglio: acqua, storie, territorio – Puntata 2, 22 novembre 2023.
13. 1 2 3 4 5 6 7 8    Gabriele Marconcini, Montedoglio: acqua, storie, territorio – Puntata 1, 15 novembre 2023.
14. 1 2 3 4 5 6 7   Laura Montanari, Cede la diga sul Tevere, notte di paura, in La Repubblica, 31 dicembre 2010.
15. 1 2 3  Casini, Gallerani e Viaggi 2008, p. 17.
16. ↑  Casini, Gallerani e Viaggi 2008, p. 20.
17. 1 2 3  Ciani et al. 2013, p. 215.
18. 1 2 3 4 5 6 7  Cinti 2008, p. 77.
19. 1 2 3 4 5 6  Cinti 2008, p. 108.
20. ↑  Cinti 2008, p. 129.
21. ↑  Ciani et al. 2013, p. 199.
22. 1 2  Cinti 2010, p. 35.
23. 1 2  Cinti 2008, p. 89.
24. 1 2 3 4 5 6 7 8   Rottura alla Diga di Montedoglio del muro dello scarico di superficie, su digadimontedoglio.it.
25. 1 2 3 4 5 6 7 8   Laura Montanari, Si rompe la diga sul Tevere paura tra Toscana e Umbria, in La Repubblica, 30 dicembre 2010.
26. 1 2   Gabriele Marconcini, Collaudo della diga di Montedoglio: a che punto siamo?, su ttv.it, 19 novembre 2023.
27. ↑   Toscana: Regione, pronto progetto rifacimento diga Montedoglio, su toscanaoggi.it, 4 giugno 2013.
28. ↑   Diga di Montedoglio, Ministero politiche agricole approva intervento ripristino, su umbriagricoltura.it, 29 novembre 2018.
29. ↑   Diga di Montedoglio. Animata assemblea pubblica a Pistrino: "la sicurezza prima di tutto", su rainews.it, 6 giugno 2023.
30. ↑  Lorenzoni et al. 2005, p. 135.
31. 1 2 3   Pescare nel lago, su digadimontedoglio.it.
32. 1 2 3 4   Michele Marziani, La diga di Montedoglio, su spinningonline.it, 28 marzo 2006. URL consultato il 1º dicembre 2023 (archiviato dall'url originale il 7 agosto 2009).
33. 1 2 3 4 5    Gabriele Marconcini, Montedoglio: acqua, storie, territorio – Puntata 3, 29 novembre 2023.
34. 1 2   Provincia di Arezzo, Carta del Rispetto della Natura, della Flora spontanea e della Fauna minore.
35. 1 2 3 4   Sport e attività, su digadimontedoglio.it.
36. ↑  Cinti 2010, p. 115.
37. 1 2   Aree di sosta e accessi alla riva, su digadimontedoglio.it.
38. 1 2  Cinti 2008, p. 140.
39. 1 2 3 4 5 6 7 8 9 10  Cinti 2008, p. 106.
40. ↑  Lorenzoni et al. 2005, pp. 137-146.
41. ↑  Lorenzoni et al. 2005, p. 141.
42. ↑  Lorenzoni et al. 2005, p. 144.
43. 1 2 3   Comune di Anghiari, Area Naturale Protetta di Interesse Locale Golena del Tevere, su parks.it.
44. 1 2   La Golena del Tevere, su meetvaltiberina.it.
45. 1 2   Unione montana dei comuni della Valtiberina Toscana, Area Naturale Protetta di Interesse Locale Serpentine di Pieve S. Stefano, su parks.it.
46. ↑  Cinti 2008, pp. 77 e 108.